# James Perch
James Robert Perch (* 28. September 1985 in Mansfield) ist ein englischer Fußballspieler, der seit 2020 bei Mansfield Town in der Football League Two unter Vertrag steht.

## Vereinskarriere

### Nottingham Forest
James Perch lernte das Fußballspielen in der Jugendakademie von Nottingham Forest. Im Jahr 2003 unterschrieb er seinen ersten Profivertrag bei Forest und erreichte in seiner ersten Spielzeit mit den Reds den 14. Rang in der Football League First Division. Die darauffolgende Saison in der neueingeführten Football League Championship endete enttäuschend, Perch musste mit dem Verein in die Football League One absteigen. In den darauffolgenden zwei Spielzeiten erspielte sich Perch einen Stammplatz in der Abwehr der Reds. Der flexible Defensiv-Allrounder spielte sowohl auf der Position des Innenverteidigers, in der Außenverteidigung und im defensiven Mittelfeld.
Während die Saison 2005/06 auf dem siebten Rang abgeschlossen wurde und Forest die Playoff-Spiele noch knapp verpasste, gelang in der darauffolgenden Saison mit dem vierten Rang der Einzug in die Playoffs. In diesen unterlag Perch mit Forest knapp gegen Yeovil Town. Die Spielzeit 2007/08 beendete Perch, der weiterhin als Stammspieler in der Abwehr agierte, mit den Reds auf dem zweiten Rang und schaffte nach drei Jahren den Wiederaufstieg in die Championship. Es folgte eine schwierige Saison 2008/09, in der Perch mit Nottingham lange um den Klassenerhalt kämpfen musste, der mit dem 19. Platz letztendlich gelang. In der Football League Championship 2009/10 konnte er erst zum Ende der Saison seinen Teil zu einer guten Saison von Nottingham Forest beisteuern. Bis dahin hatte Perch den Großteil der Spiele aufgrund einer Verletzung verpasst. Seine Mannschaft erreichte einen dritten Tabellenplatz, verpasste jedoch in der ersten Playoff-Runde den Aufstieg durch zwei Niederlagen gegen den späteren Aufsteiger FC Blackpool.

### Newcastle United
Am 5. Juli 2010 gab Nottingham Forest bekannt, dass James Perch einen 4-Jahres-Vertrag beim Premier-League-Aufsteiger Newcastle United unterschrieben hat. In der Premier League 2010/11 bestritt er 13 Ligaspiele für seinen neuen Verein. Danach etablierte er sich als Stammspieler und bekam 2011/12 25 Ligaeinsätze. Am Ende der Saison stand Newcastle auf einem UEFA-Europa-League-Platz. In der darauffolgenden Saison  schied man im Viertelfinale der Europa League gegen Benfica Lissabon aus. In der Liga belegte man dieses Mal nur einen Mittelfeldplatz.

### Wigan Athletic
Nach der erfolglosen Saison wechselte Perch in die EFL Championship zu Wigan Athletic. In seiner ersten Saison spielte man noch in der Europa League. Dort spielte er in vier von sechs möglichen Spielen. Wigan schied in der Gruppenphase gegen SV Zulte Waregem, den NK Maribor und Rubin Kasan aus. In der Liga konnte man sich für die Playoffs für die Premier League qualifizieren, wo Perchs Team jedoch in der ersten Runde trotz einem Tor von ihm knapp an den Queens Park Rangers scheiterte. Auch in der Folgesaison war Perch absoluter Stammspieler und wichtiger Bestandteil des Championship-Kaders. Am Ende der Saison stand Wigan auf Platz 23 der EFL Championship und stieg somit in die dritte englische Liga, die EFL League One, ab.

### Queens Park Rangers
Daraufhin wechselte Perch zu den Queens Park Rangers, zurück in die Championship. Auch dort hatte er einen fest eingeplanten Platz in der Außenverteidigung. Am Ende seiner Debütsaison belegte QPR einen Mittelfeldplatz. 2016/17 spielte er nicht mehr ganz so häufig. Außerdem rutschte QPR ein wenig ab und landete weit unten in der Tabelle. 2017/18 spielte Perch nur sieben Mal in der ganzen Saison, obwohl keinerlei Verletzungen vorlagen.

### Scunthorpe United
Aufgrund dessen wechselte er im Sommer  2018 zu Scunthorpe United. In der EFL League One bekam er in seiner ersten Saison 41 Einsätze und konnte zwei Tore schießen. Nach der Saison stieg Scunthorpe ab und war somit viertklassig. Trotz des Abstieges blieb Perch bei den Viertligisten. In seiner zweiten Saison bei Scunthorpe spielte er 30 Mal und schoss ein Tor. Am Ende der Saison stand sein Team auch in Liga vier am Tabellenende.

### Mansfield Town
Nach der Saison wechselte er zu Mansfield Town, den direkten Tabellennachbarn aus dem Vorjahr bei Scunthorpe.